# Ле-Тей (Манш)
Ле-Тей (фр. Le Theil) — колишній муніципалітет у Франції, у регіоні Нормандія, департамент Манш. Населення — 665 осіб (2011).
Муніципалітет був розташований на відстані близько 290 км на захід від Парижа, 95 км на північний захід від Кана, 65 км на північний захід від Сен-Ло.

## Історія
До 2015 року муніципалітет перебував у складі регіону Нижня Нормандія. Від 1 січня 2016 року належав до нового об'єднаного регіону Нормандія.
1 січня 2016 року Ле-Тей і Гоннвіль було об'єднано в новий муніципалітет Гоннвіль-Ле-Тей.

## Демографія
Динаміка населення (INSEE ):
Розподіл населення за віком та статтю (2006):
| Стать | Всього | До 15 років | 15-24 | 25-44 | 45-64 | 65-85 | Понад 85 |
| --- | ------ | ----------- | ----- | ----- | ----- | ----- | -------- |
| Чоловіки | 356    | 100         | 44    | 88    | 92    | 28    | 4        |
| Жінки | 296    | 64          | 24    | 84    | 84    | 32    | 8        |
| \| Статево-вікова піраміда \| Статево-вікова піраміда \| Статево-вікова піраміда \| \| ----------------------- \| ----------------------- \| ----------------------- \| \| Чоловіки \| Вік \| Жінки \| \| 4 \| 85 + \| 8 \| \| 4 \| 80-84 \| 4 \| \| 8 \| 75-79 \| 8 \| \| 12 \| 70-74 \| 12 \| \| 4 \| 65-69 \| 8 \| \| 8 \| 60-64 \| 12 \| \| 40 \| 55-59 \| 12 \| \| 24 \| 50-54 \| 24 \| \| 20 \| 45-49 \| 36 \| \| 32 \| 40-44 \| 8 \| \| 32 \| 35-39 \| 40 \| \| 24 \| 30-34 \| 28 \| \| 0 \| 25-29 \| 8 \| \| 24 \| 20-24 \| 8 \| \| 20 \| 15-20 \| 16 \| \| 24 \| 10-14 \| 28 \| \| 48 \| 5-9 \| 16 \| \| 28 \| 0-4 \| 20 \| |        |             |       |       |       |       |          |
| Статево-вікова піраміда |        |             |       |       |       |       |          |
| Чоловіки | Вік    | Жінки       |       |       |       |       |          |
| 4 | 85 +   | 8           |       |       |       |       |          |
| 4 | 80-84  | 4           |       |       |       |       |          |
| 8 | 75-79  | 8           |       |       |       |       |          |
| 12 | 70-74  | 12          |       |       |       |       |          |
| 4 | 65-69  | 8           |       |       |       |       |          |
| 8 | 60-64  | 12          |       |       |       |       |          |
| 40 | 55-59  | 12          |       |       |       |       |          |
| 24 | 50-54  | 24          |       |       |       |       |          |
| 20 | 45-49  | 36          |       |       |       |       |          |
| 32 | 40-44  | 8           |       |       |       |       |          |
| 32 | 35-39  | 40          |       |       |       |       |          |
| 24 | 30-34  | 28          |       |       |       |       |          |
| 0 | 25-29  | 8           |       |       |       |       |          |
| 24 | 20-24  | 8           |       |       |       |       |          |
| 20 | 15-20  | 16          |       |       |       |       |          |
| 24 | 10-14  | 28          |       |       |       |       |          |
| 48 | 5-9    | 16          |       |       |       |       |          |
| 28 | 0-4    | 20          |       |       |       |       |          |

## Економіка
2010 року серед 427 осіб працездатного віку (15—64 років) 304 були активними, 123 — неактивними (показник активності 71,2%, у 1999 році було 73,7%). З 304 активних мешканців працювало 269 осіб (153 чоловіки та 116 жінок), безробітними було 35 (12 чоловіків та 23 жінки). Серед 123 неактивних 40 осіб було учнями чи студентами, 57 — пенсіонерами, 26 були неактивними з інших причин.

У 2010 році в муніципалітеті числилось 246 оподаткованих домогосподарств, у яких проживали 673,5 особи, медіана доходів виносила 16 236 євро на одного особоспоживача